# Rotkehlhörnchen
Das Rotkehlhörnchen (Dremomys gularis) ist eine Hörnchenart aus der Gattung der Rotwangenhörnchen (Dremomys). Sie kommt im südlichen Ostasien in der chinesischen Provinz Yunnan sowie im Norden Vietnams vor.

## Merkmale
Das Rotkehlhörnchen erreicht eine Kopf-Rumpf-Länge von etwa 18,7 bis 23 Zentimetern. Der Schwanz erreicht eine Länge von 14,5 bis 18 Zentimetern und ist damit deutlich kürzer als der Restkörper. Der Hinterfuß wird 42 bis 50 Millimeter lang, die Ohrlänge beträgt 23 bis 26 Millimeter. Die Tiere sind oberseits einfarbig graubraun mit olivfarbener und rötlicher Schattierung. Sie ähneln darin dem Echten Rotwangenhörnchen (D. rufigenis) und dem Chinesischen Rotwangenhörnchen (Dremomys pyrrhomerus), haben jedoch eine auffällig ockfarben-rötlichbraune Färbung an der Kehle, dem Kinn und dem Nacken, die sich deutlich und scharf gegen die dunkle graublaue Bauchfarbe abgrenzt. Der für die Gattung typische Seitenfleck ist fehlend, undeutlich oder auf eine Linie reduziert. Die Unterseite des Schwanzes ist rot.

## Verbreitung
Das Rotkehlhörnchen kommt im Bereich des Roten Flusses im Süden Chinas in der Provinz Yunnan und im Norden Vietnams vor.

## Lebensweise
Über die Lebensweise des Das Rotkehlhörnchens liegen nur sehr wenige Informationen vor. Die Art kommt in großen Höhen des Verbreitungsgebietes vor. Sie ist sympatrisch mit dem Echten Rotwangenhörnchen, das jedoch in den niedrigeren Höhen lebt.

## Systematik
Das Rotkehlhörnchen wird als eigenständige Art innerhalb der Gattung der Rotwangenhörnchen (Dremomys) eingeordnet, die aus sechs Arten besteht. Die wissenschaftliche Erstbeschreibung stammt von Wilfred Hudson Osgood aus dem Jahr 1932, der die Art anhand eines Individuums vom Fansipan nahe der Stadt Sa Pa im nordwestlichen Vietnam nahe der chinesischen Grenze beschrieb. Der Fundort lag dabei in einer Höhe von 2500 bis 3000 Metern. Die Tiere wurden zeitweise dem Chinesischen Rotwangenhörnchen (Dremomys pyrrhomerus) und dem Echten Rotwangenhörnchen (D. rufigenis) zugeordnet, gelten jedoch mittlerweile als eigene Art.
Innerhalb der Art werden neben der Nominatform keine weiteren Unterarten unterschieden.

## Status, Bedrohung und Schutz
Das Rotkehlhörnchen wird von der International Union for Conservation of Nature and Natural Resources (IUCN) als nicht gefährdet (Leat concern) eingeordnet. Begründet wird dies durch das große Verbreitungsgebiet und das vergleichsweise häufige Vorkommen sowie die Anpassungsfähigkeit an Lebensraumveränderungen. Potenzielle Gefährdungsursachen für den Bestand dieser Art sind nicht bekannt.

## Belege
1. ↑  Robert S. Hoffmann, Andrew T. Smith: Red-Throated Squirrel. In: Andrew T. Smith, Yan Xie: A Guide to the Mammals of China. Princeton University Press, Princeton NJ 2008, ISBN 978-0-691-09984-2, S. 185.
2. 1 2 3 4  Richard W. Thorington Jr., John L. Koprowski, Michael A. Steele: Squirrels of the World. Johns Hopkins University Press, Baltimore MD 2012; S. 153–154. ISBN 978-1-4214-0469-1
3. 1 2 3 4 5  Dremomys gularis in der Roten Liste gefährdeter Arten der IUCN 2014.2. Eingestellt von: D. Lunde, 2008. Abgerufen am 9. November 2014.
4. 1 2 3 4  Dremomys gularis In: Don E. Wilson, DeeAnn M. Reeder (Hrsg.): Mammal Species of the World. A taxonomic and geographic Reference. 2 Bände. 3. Auflage. Johns Hopkins University Press, Baltimore MD 2005, ISBN 0-8018-8221-4.